# La Chapelle-Montligeon
La Chapelle-Montligeon (la ʃa.pɛl.mɔ̃.li.ʒɔ̃ⓘ) es una población y comuna francesa, situada en la región de Baja Normandía, departamento de Orne, en el distrito de Mortagne-au-Perche y cantón de Mortagne-au-Perche.

## Demografía
| 687 | 710 | 711 | 858 | 786 | 716 |
| Para los censos de 1962 a 1999 la población legal corresponde a la población sin duplicidades (Fuente: INSEE [Consultar]) |     |     |     |     |     |